# La Couvertoirade
La Couvertoirade è un comune francese di 189 abitanti situato nel dipartimento dell'Aveyron nella regione dell'Occitania, sull'altopiano di Larzac.

## Storia
Questo borgo medievale è ben conservato e appartenne ai Cavalieri Templari dal XIII secolo. I Templari costruirono qui un forte tra il XII ed il XIII secolo; i due piani superiori originali sono stati rimossi. A seguito della dissoluzione dell'Ordine nel 1312, la proprietà del borgo passò agli Ospitalieri di San Giovanni di Gerusalemme, i quali costruirono le mura di cinta di La Couvertoraide tra il 1439 e il 1450.
Come negli altri paesi dell'altopiano di Larzac, la popolazione diminuì rapidamente dal IX secolo, fino ad arrivare a 362 abitanti nel 1880. Oggi è prevalentemente abitata da artigiani che lavorano lo smalto, la ceramica o si occupano di tessitura e altri lavori simili. Il borgo appartiene ad un'associazione chiamata Les Plus Beaux Villages de France (i più bei villaggi di Francia).

## Società

### Evoluzione demografica
Abitanti censiti